# إليزابيث صوفي شيرون
إليزابيث صوفي شيرون (بالفرنسية: Élisabeth-Sophie Chéron) (3 أكتوبر 1648، باريس – 3 سبتمبر 1711، باريس)، رسامة فرنسية، لكنها كانت أيضاً امرأة نهضوية - شُهِد لها في حياتها كشاعرة موهوبة وموسيقية وفنانة وأكاديمية.

## حياتها

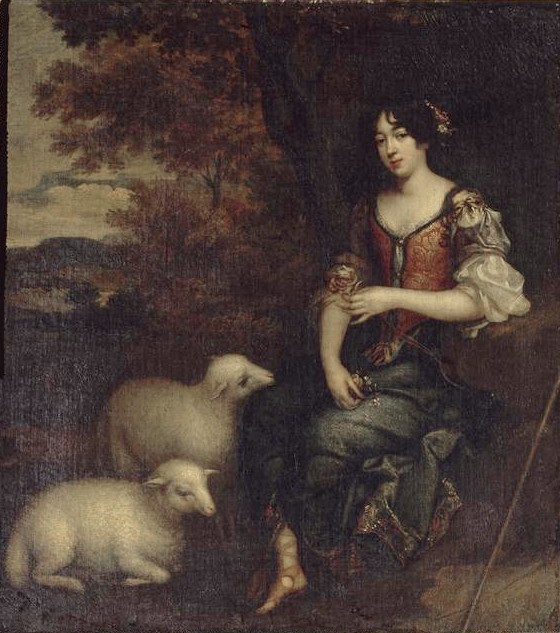
لوحة بورتريه مدام ديشولييري، تنسب لإليزابيث صوفي

تدرّبت على الرسم على يد والدها الفنان هنري شيرون، وكانت لا تزال طفلة، حيث تعلمت فنون الطلاء واللوحات المصغرة. كان والدها كالفينياً صارماً، وسعى للتأثير على ابنته لتتبنى معتقداته الدينية، لكن أمها كانت من أنصار الكنيسة الرومانية الكاثوليكية، وقد أقنعت إليزابيث أن تقضي عاماً في دير، خلال هذه الفترة اعتنقت العقيدة الكاثوليكية بحماس. بعمر 22 عام 1670، تم قبولها في الأكاديمية الملكية للرسم والنحت كرسامة شخصيات وكان ذلك برعاية الفنان المؤثر شارل لوبران. كانت رابع امرأة رسامة تلتحق بهذه الأكاديمية، وكان ذلك بعد تسع سنوات من كاثرين جيراردون وبعد ثلاث سنوات من مادلين وجينيفيف ابنتي لويس دي بولون.

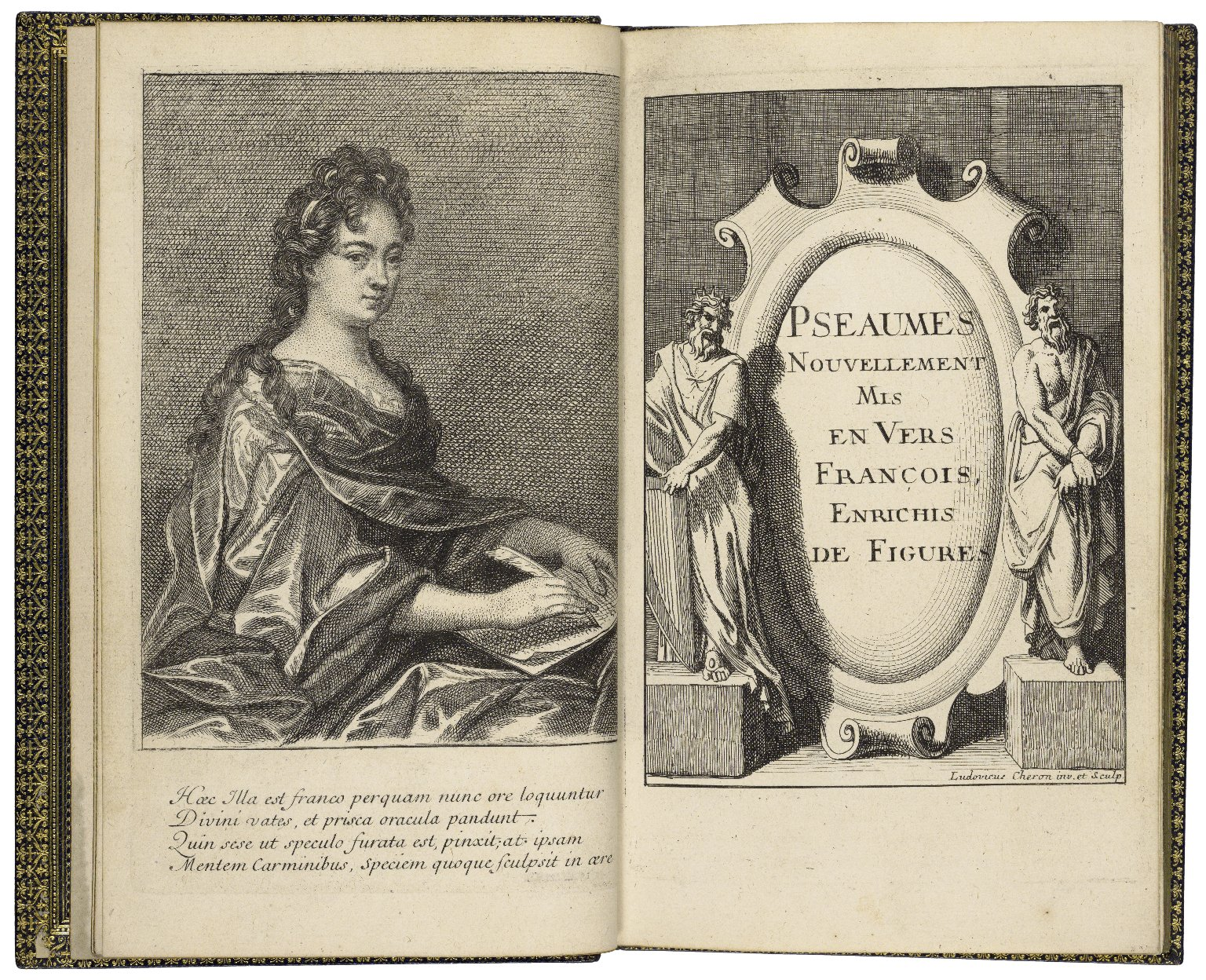
صفحة العنوان في طبعة عام 1694 من ترجمة شيرون للمزامير إلى الفرنسية.

كانت إليزابيث تعرض لوحاتها في صالون (باريس) بانتظام، وفي نفس الوقت كتبت الشعر والترجمات. كانت تتقن اللغة العبرية، واللغة اليونانية واللغة اللاتينية. نشرت كتاباً في المزامير وأعيدت صياغتها عام 1694، كمقالة بعنوان 'Essay de pseaumes et cantiques mis en vers, et enrichis de figures. جاء الاعتراف بمهاراتها الأدبية عام 1699، عندما سمّيت عضوة في أكاديمية دي ريكوفراتي في بادوفا. .
كانت إليزابيث ابنة حنونة لوالديها، وقد كرّست الكثير مما كانت تكسبه لأخيها لويس شيرون الذي درس الفن في إيطاليا. كانت غير مبالية بطلبات الزواج طوال حياتها، لكن عام 1708، وفي سنّ الستين تزوجت جاك لو هاي وهو مهندس في بلاط لويس الرابع عشر ملك فرنسا.
توفيت بعمر 63 عاماً ودفنت في كنيسة سان سولبيس.

## أعمالها
عُرفت إليزابيث صوفي على وجه الخصوص بلوحة أنطوانيت ديشوليير ولوحة «أصلها من الصليب».
فيما يلي أهم أعمالها الكتابية:
- Livre des Principes à Dessiner ،1706؛ كتاب في مبادئ الرسم.
- Psaumes et Cantiques mis en vers ،1694؛ المزامير والأناشيد الدينية.
- Le Cantique d'Habacuc et le Psaume , traduit en vers؛ أغنية حبقوق والمزمور، الآية المترجمة.
- Les Cerises Renversées، قصيدة صغيرة نشرت عام 1717 بعد موتها، وقد صاغها باللاتينية الشاعر رو عام 1797.